# Cosmia pallida
Cosmia pallida là một loài bướm đêm trong họ Noctuidae.